# Futebol Clube Famalicão (féminines)
Maillots
Actualités
Dernière mise à jour : 2 septembre 2024.
La section de football féminin du Futebol Clube de Famalicão est un club de football basé à Vila Nova de Famalicão. Le club évolue dans l’élite portugaise.

## Histoire
La section féminine du FC Famalicão, est créée en 2019, à la suite de la décision de l'assemblée générale du club en mars, décidant la création d'une équipe sénior, et d'une U19. Elle fait ses débuts en Championnat de deuxième division féminin, lors de saison 2019-20. Le club réalise un recrutement plutôt osée pour une deuxième division, en recrutant la brésilienne Maurine, l'uruguayenne Stephanie Lacoste, la paraguayenne Rosa Miño et la portugaise Solange Carvalhas, toutes quatre internationales pour leur pays respectif. En guise de compromis à l’annulation de la série de promotion, la Fédération portugaise de football annonce en mai 2020 que les vainqueurs de chaque série 2019-20 seraient promus en Liga BPI. Ce qui est le cas pour les Famalicenses.
Pour sa première saison en élite portugaise, le club continu sur sa politique de recrutement de joueuses internationales, en se liant pour une saison avec la sud-africaine Leandra Smeda et la portugaise Rute Costa. Le 1er mai 2021, le club annonce le transfert de l’attaquante brésilienne Mylena Freitas, vers le club chinois de Shanghai Shengli. Ce transfert devenant "historique"" pour le club et pour le football féminin portugais. En effet le club chinois a versé la clause libératoire de 50000€, « le montant le plus élevé payé dans le football féminin à ce jour au Portugal », selon une source liée à la joueuse contactée par l’agence Lusa. La joueuse de 20 ans, originaire du Brésil, est arrivée en début de saison à Famalicão, où elle a marqué 9 buts en 18 rencontres. Au terme de la saison le club finit 4e du championnat, s'offrant le luxe de battre à deux reprises le SC Braga (1-2 et 1-4), et demi finaliste de la coupe de la Ligue.
Le 2 juillet 2021, le club fait appel à l’ancien sélectionneur de l’équipe féminine de football du Brésil, Jorge Barcellos (2006-2008), pour les deux saisons à venir. Pour cette nouvelle saison, deux nouvelles internationales rejoignent les rangs du Famalicão, la brésilienne Raquel Fernandes et la portugaise Ana Capeta, toutes deux transfuges du Sporting Clube de Portugal. Grâce au travail de fond du nouvel entraîneur, les Famalicenses, terminent une nouvelle fois 4e de la Liga BPI, et réalise un très bon parcours en Coupe du Portugal féminine de football, arrivant jusqu'à la finale. Celle-ci à lieu le 28 mai 2022, au stade du Jamor, devant 13894 spectateurs, troisième meilleure affluence jamais enregistrée pour un match de football féminin au Portugal. La victoire revient aux joueuses du Sporting, qui l'emportent 2 buts à 1.
En septembre 2022, selon la chaine portugaise SIC, le Conseil de discipline de la Fédération portugaise de football ouvre une procédure disciplinaire à l’encontre de Samuel Costa, directeur sportif de l’équipe féminine, pour des allégations de harcèlement sexuel, alors qu’il évoluait au Vitória Sport Clube. En championnat, Famalicão, termine une nouvelle fois 4e, et réédite l'exploit d'être présent à sa deuxième finale de coupe du Portugal consécutive. Après avoir battu 10 à 0 l'AD Pastéis, l'UR Cadima, 2-0, puis, en quart de finale, le Sport Futebol Damaiense, 2 buts à 0, arrive les demies finales qui l'oppose au grand Benfica. Le match aller à lieu à Seixal, sur le terrain des championnes du Portugal, où les Famalicenses, réalisent l'exploit de faire match nul 3 à 3. Le match retour à lieu le 30 avril 2023, les deux équipes ne déçoivent pas sur les attentes élevées suscitées par le match frénétique du match aller. L’équilibre restant inchangé jusqu’aux prolongations, lorsque les buts de Sissi (96e) et Telma Pereira (102e) font la différence au tableau d’affichage. Benfica, avec Marta Cintra, et un but à la 105e minute, fait croire à un possible retour des "lisboètes", mais le tableau d'affichage reste inchangé. Avec ce résultat, le FC Famalicão se retrouve pour la deuxième saison de suite en finale et est opposée au SC Braga. L’équipe de Gonçalo Nunes prend le contrôle du match dès les premières minutes. Cependant, à la 10e minute, Sissi réussi à progresser et marque le premier but du match. Puis à la 27e minute, sur une autre transition rapide et une frappe tonitruante de Mylena, Letícia Almeida porte le score à 2-0 et a mis l’équipe de Braga dans une position beaucoup plus délicate. Les Guerreiras do Minho tente de réagir grâce à plusieurs actions de Carolina Kehrer, mais sans succès jusqu’à la mi-temps. En deuxième mi-temps, le SC Braga essaye, par tous les moyens, de réduire l’écart mais le FC Famalicão gére la rencontre et résiste à toutes les pressions adverses. Avec de nombreux arrêts de jeu, la deuxième mi-temps se voie agrémentée de 11 minutes de temps additionnel, mais cela ne suffi pas à ébranler la stratégie des Famalicenses qui, remportent leur première coupe du Portugal.

## Résultats sportifs

### Palmarès
Le tableau suivant liste le palmarès du club actualisé à l'issue de la saison 2022-2023 dans les différentes compétitions officielles aux niveaux national, international et régional.
| Compétitions nationales | Compétitions régionales                        |
| - Championnat du Portugal (0) - - Coupe du Portugal (1) - Vainqueur : 2023. - Finaliste : 2022. - Supercoupe du Portugal (0) - - Coupe de la Ligue portugaise (0) - - Championnat du Portugal de 2ème division (0) - | - Championnat de l'AF Braga (?) - Champion : ? |
| Compétitions internationales | - Championnat de l'AF Braga (?) - Champion : ? |
| - Ligue des champions (0) - | - Championnat de l'AF Braga (?) - Champion : ? |
| Équipe réserve | Équipes de jeunes                              |
| |                                                |

### Bilan saison par saison
Le tableau suivant retrace le parcours de la section féminine depuis sa création en 2019.
| Édition   | Division 1          | Division 2          | Divisions régionales | Coupe du Portugal   | Supercoupe du Portugal | Coupe de la Ligue | Coupes Européennes |
| 2019-2020 | Compétition annulée | Compétition annulée | Compétition annulée  | 1/2 finale          | Compétition annulée    | -                 | -                  |
| 2020-2021 | 4e                  | -                   | -                    | Compétition annulée | -                      | 1/2 finale        | -                  |
| 2021-2022 | 4e                  | -                   | -                    | Finaliste           | -                      | 1/2 finale        | -                  |
| 2022-2023 | 4e                  | -                   | -                    | Vainqueur           | 4e                     | 1/2 finale        | -                  |
| 2023-2024 | 10e                 | -                   | -                    | 1/8e de finale      | 4e                     | 1/4 de finale     | -                  |
| 2024-2025 | -                   | -                   | -                    | 1/16e de finale     | -                      | -                 | -                  |

## Statistiques

### Bilan général
Depuis la saison 2019-2020 et à l'issue de la saison 2022-2023
| Competition                            | T | S | Pld | G  | N  | P  | Vict. % | BP  | BC | DB   |
| -------------------------------------- | - | - | --- | -- | -- | -- | ------- | --- | -- | ---- |
| National                               |   |   |     |    |    |    |         |     |    |      |
| Liga 1                                 | 0 | 3 | 66  | 39 | 9  | 18 | 59,09   | 161 | 66 | +95  |
| Segunda divisão                        | 0 | 1 | 16  | 16 | 0  | 0  | 100,00  | 222 | 3  | +219 |
| Taça de Portugal                       | 1 | 4 | 19  | 16 | 1  | 2  | 84,21   | 96  | 14 | +82  |
| Supertaça de Portugal                  | 0 | 1 | 2   | 0  | 0  | 2  | 00,00   | 0   | 5  | -5   |
| Taça da Liga                           | 0 | 3 | 10  | 5  | 1  | 4  | 50,00   | 9   | 10 | -1   |
| Total national                         | 1 | 4 | 113 | 76 | 11 | 26 | 67,26   | 488 | 98 | +390 |
| International                          |   |   |     |    |    |    |         |     |    |      |
| Ligue des champions féminine de l'UEFA | 0 | 0 | 0   | 0  | 0  | 0  | 00,00   | 0   | 0  | 0    |
| Total international                    | 0 | 0 | 0   | 0  | 0  | 0  | 00,00   | 0   | 0  | 0    |
| TOTAL                                  |   |   |     |    |    |    |         |     |    |      |
| Total                                  | 1 | 4 | 113 | 76 | 11 | 26 | 67,26   | 488 | 98 | +390 |

## Personnalités du club

### Présidents
- José Pina Ferreira (2023-)
- Jorge Silva (2015 à 2023)
- José Pina Ferreira (2013 à 2015)
- João Araújo (2009 à 2013)

### Entraîneurs
| Entraîneur      | Période                    | Titres | Matchs dirigés | Victoires | Nuls | Défaites | % victoires |
| --------------- | -------------------------- | ------ | -------------- | --------- | ---- | -------- | ----------- |
| João Marques    | 2019-2021                  | 0      | 43             | 38        | 1    | 4        | 88,37 %     |
| Tiago Pinto     | 25 avril 2021-16 mai 2021  | 0      | 3              | 0         | 1    | 2        | 00,00 %     |
| Jorge Barcellos | 1er juillet 2021-août 2022 | 0      | 29             | 16        | 2    | 11       | 55,17 %     |
| Miguel Afonso   | septembre 2022             | 0      | 2              | 1         | 1    | 0        | 50,00 %     |
| Marco Ramos     | octobre 2022-2023          | 1      | 28             | 18        | 4    | 6        | 64,29 %     |
| Miguel Santos   | 2023-                      | 0      | 0              | 0         | 0    | 0        | 00,00 %     |

### Meilleures buteuses par saison
Ce tableau présente les meilleures buteuses du Futebol Clube Famalicão à l'issue de chaque saison (toutes compétitions confondues).
| Saison    | Joueuse           | Buts |
| --------- | ----------------- | ---- |
| 2019-2020 | Cristina Ferreira | 50   |
| 2020-2021 | Vitória Almeida   | 25   |
| 2021-2022 | Fernanda Tipa     | 17   |
| 2022-2023 | Marie Alidou      | 12   |
| 2023-2024 | Sara Brasil       | 9    |